# بئر عونة
بئر عونة تقع المنطقة جنوب غرب بيت جالا وتحدها مدينة القدس، وتربط أراضي دير كريمزان بأراضي بيت جالا قرية بئر عونة هي القرية الواقعة بالقرب من مدينة بيت جالا غرب محافظة بيت لحم، والتي يبلغ عدد سكانها ما بين ألفين إلى ألفين وخمسمائة فلسطيني، جزء منها داخل الجدار وجزء خارجه، حيث عزل الاحتلال 5800 دونم من أراضيها. تُدار القرية بواسطة بلدية بيت جالا.

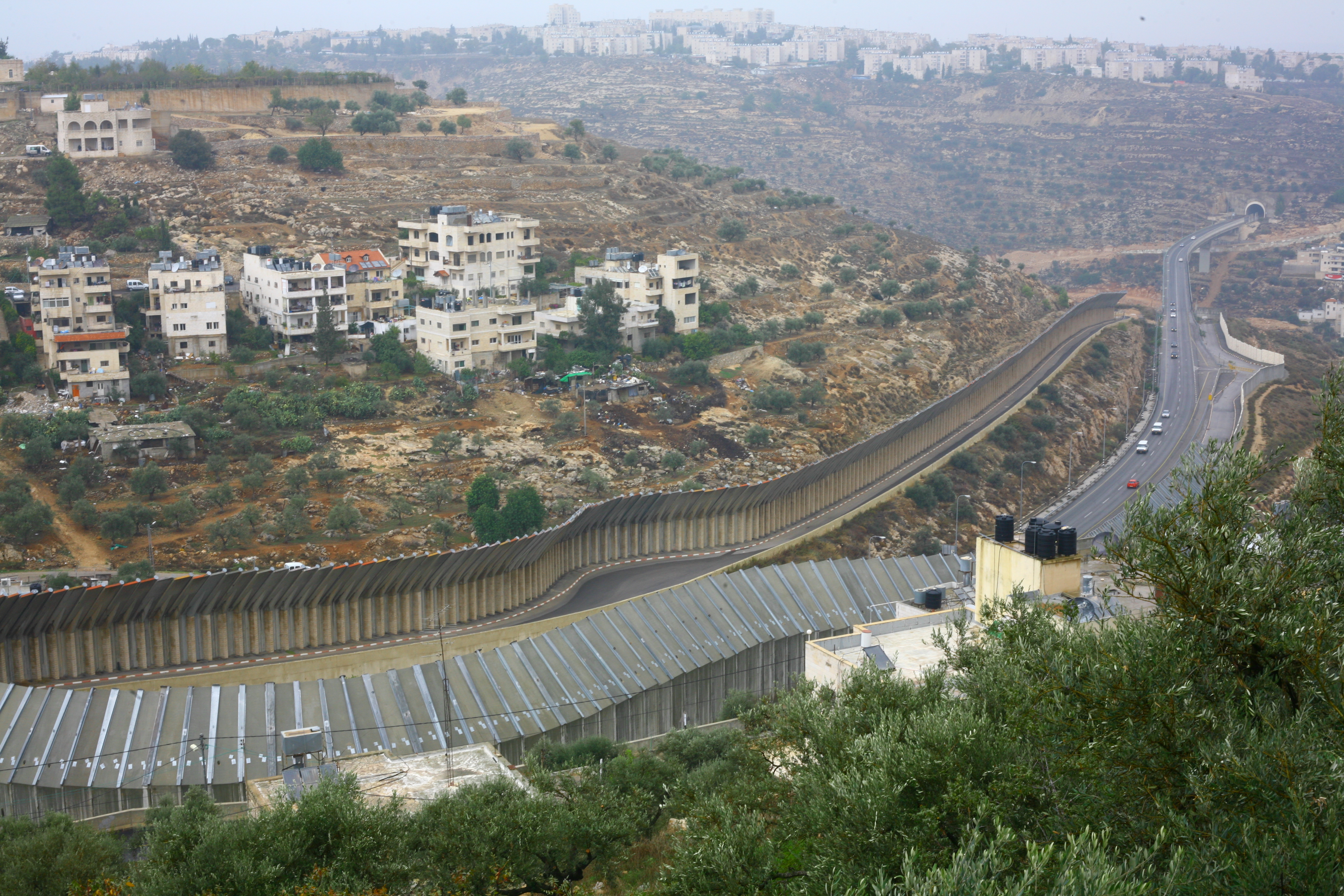
صورة للجدار والشارع مسمى خط 60 يفصل الموقع بين بيت جالا وبئر عونة

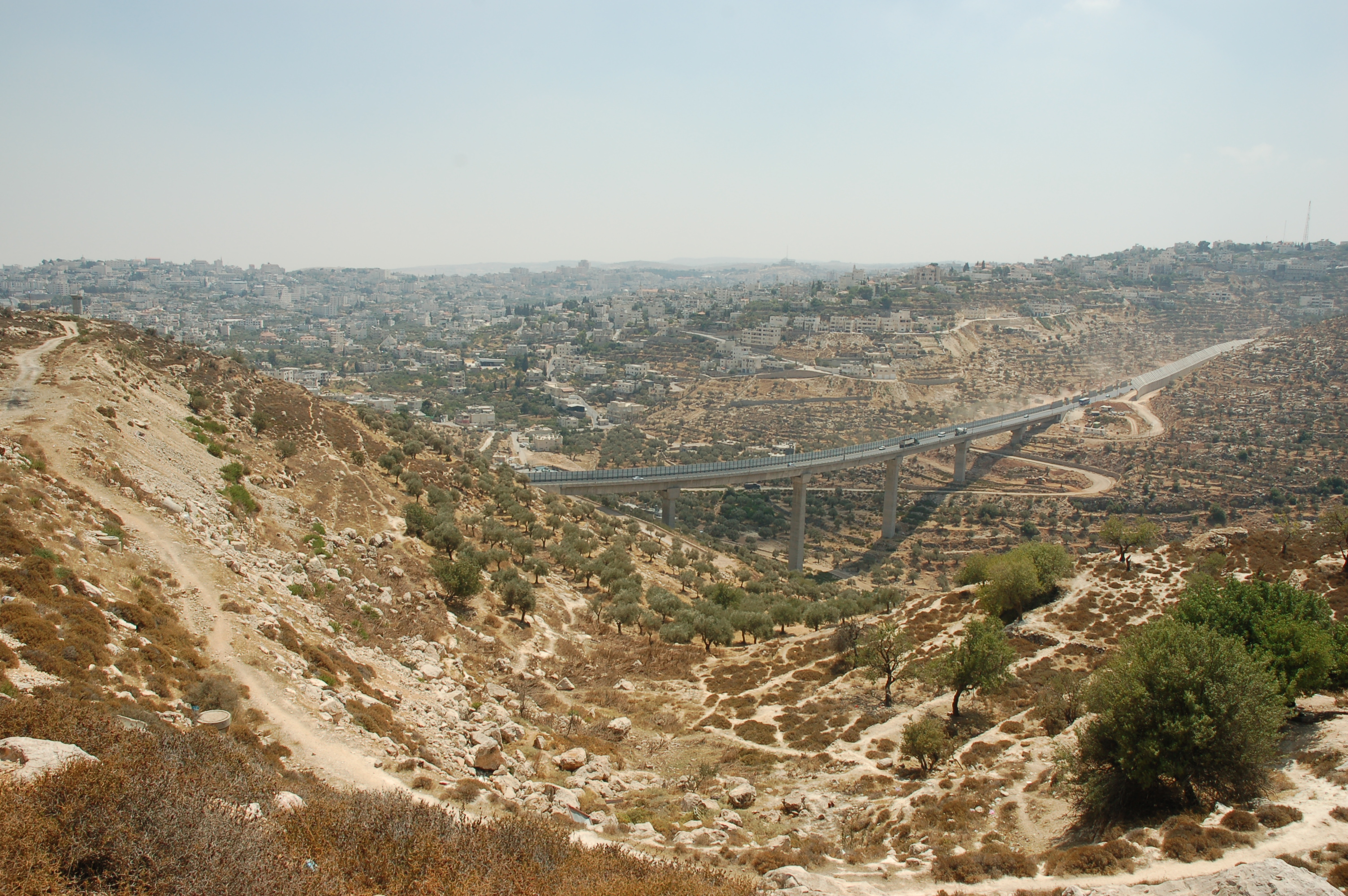
صورة تظهر بها جهة مدينة القدس وقرية بئر عونة ومدينة بيت جالا

## التسمية
تقع بئر عونة في مدينة بيت جالا، وهي تصل أراضي دير كريميزان بأراضي بيت جالا. للبئر مكانة هامة في حياة السكان التاريخية والدينية والاجتماعية، فإلى جانب اعتماد أهل المدينة على مياهها لري أشجارهم، ترتبط هذه البئر بمريم العذراء التي مرت منها مع يوسف والطفل يسوع ليستريحوا ويروا عطشهم بينما كانوا هاربين من الملك هيرودس ومتجهين إلى مصر، وفجأة حصلت أعجوبة وارتفعت مياه البئر للأعلى، ونسبة لإعانة الله للعائلة المقدسة اكتسبت البئر اسمها. ويقال أيضا إن آثار أيدي المسيح والسيدة العذراء مطبوعة على فوهة البئر.
بعد عام 1967 أصبحت هذه القرية تُعتبر ضمن حدود بلدية الاحتلال في القدس، وأصبحت تُلاحق بالتالي سكانها وتهدم منشآتهم بحجة عدم الترخيص.
إن منطقة بئر عونة معروفة بأشجار زيتون قديمة تدعى «الزيتون الروماني» نسبة إلى الرومان، ويزيد عمرها عن ألفي عام، وأخذت المنطقة اسمها من بئر ماء تاريخية تدعى «بئر عونة»، وترتبط بتقاليد مسيحية محلية، تتعلق باستراحة السيدة مريم العذراء في المكان وإرواء طفلها عيسى المسيح، وتظهر بجانب فوهة البئر آثار أقدام يعتبرها البعض آثار أقدام السيدة العذراء.

## الآثار

### ساحة بيرجش غلادباخ
بئر عونة ينبوع مائي قديم، كان يعتبر المصدر الرئيسي للمياه لمواطني مدينة بيت جالا وماشيتهم. يعود اسم النبع إلى جذوره الآرامية، مما يعني نبع الماشية. وسميت أيضا ينبوع مياه سنحاريب. كان سنحاريب ملك آشور الذي خيم مع جيشه في فصل الربيع خلال حصاره للقدس. يترجم اسم «بير أونا» إلى «البئر المساعدة». مثل العديد من المعالم في المنطقة، والتي تُنسب إلى مريم العذراء، مثل بئر السيدة ومغارة الحليب، على سبيل المثال لا الحصر، ترتبط بير عونا تقليديًا بمريم العذراء، عندما كانت هي ويوسف والطفل يسوع تستريح في المنطقة لإرواء عطشهم أثناء هروبهم من الملك هيرودس. بحسب التقليد، صلت مريم من أجل أن ترتفع المياه، واستجاب الله لصلواتها. يستخدم الجيران حاليًا البئر حيث انخفضت كمية المياه ولا تكفي لاستخدام سكان المدينة.
عرضه 9 أمتار ويمكن تعبئته حول 4-5 أكواب من الماء.

### كنيسة البشارة
تأسست كنيسة البشارة عام 1858 بمرسوم من الحكومة العثمانية تقع في الجزء الشرقي من بيت جالا وتعمل تحت رعاية البطريركية اللاتينية في القدس ويضمّ المبنى مدرسة السيمنير التي يرتادها العديد من الطّلاب من أجل القيام بالدّراسات الروحانيّة والخبرات، ومعظم الطلاب المتخرجين منها يصبحون كهنة، ومن ثم يتم توزيعه على العديد من الأبرشيات اللاتينيّة. وتقع مقابل الكنيسة مباشرة مدرسة البطريركية اللاتينية.

## السكان
بلغ عدد سكان قرية بئر عونة عام 2017 حوالي (1,413) نسمة وفق الجهاز المركزي للإحصاء الفلسطيني.

## محاولة تدمير القرية
عمليات الهدم في هذه القرية بدأت منذ عام 2002 أي منذ بناء الجدار، حيث تم هدم نحو ست منشآت سكنية من قبل آليات بلدية الاحتلال، بحسب نائب رئيس بلدية بيت جالا إيلي شحادة إن الاحتلال اقتلع ثلاثين شجرة زيتون معمرة من أراضيهم في بئر عونة، "بحساب أن الجيل يساوي سبعين عاما فإن أكثر من 29 جيلا فلسطينيا مرت على هذه الأشجار في عام 2017 هدمت آليات الاحتلال 14 منشأة سكنية في "بئر عونة"، وفي العام 2018 هدمت منشأة، وفي عام 2019 تم هدم 12 منشأة، وحسب احصائية مديرية النشر وتوثيق الانتهاكات في هيئة مقاومة الجدار والاستيطان. كما لا تسمح لهم بالبناء أو الحصول على تراخيص كباقي الفلسطينيين في مدينة القدس رغم أنهم يُحاولون استصدار تراخيص ويدفعون عشرات ومئات آلاف الشواقل لكن البلدية ترفض ذلك ضمن مخطّطاتها في تقليل عدد الفلسطينيين في المدينة، وإحلال المستوطنين مكانهم وأقام الاحتلال على أراضي بيت جالا المصادرة مستوطنتين كبيرتين هما: "جيلو" التي بنيت على مساحة 2700 دونم صودرت عام 1971، و"هار جيلو" التي أقيمت عام 1972 وتحتل اليوم مساحة 414 دونما.